# Joriskerk (Mühlhausen)
De Joriskerk (Duits: Georgikirche) is een protestants kerkgebouw in Mühlhausen, Thüringen in het stadsdistrict Georgivorstadt.

## Geschiedenis
De kerk werd in 1359 voor het eerst bij een nieuwbouw van een ander gebouw genoemd. Het koorloze kerkgebouw werd destijds als hallenkerk met vier traveeën en een westelijke toren gebouwd bij een doorwaadbare plaats van de Unstrut. De oostelijke gevel naar de rivier toe bezit drie hoge gotische vensters. Daarboven bevindt zich op de nok van het dak een platform, van waar men de doorwaadbare plaats kon bewaken.
Op de zuidelijke kant van de kerk richtte men in 1370 een kapel op. Deze kapel wordt door de kerkelijke gemeente gebruikt als doopkapel.
Tussen 1748 en 1749 werd een soortgelijke toren als die van de Martinikerk en de Kiliaankerk gebouwd.